# Sidste tango
Sidste tango (russisk: Последнее танго) er en russisk film fra 1918 af Vjatjeslav Viskovskij.

## Medvirkende
- A. Aleksandrov som Kellner
- Vera Kholodnaja som Chloe
- Ivan Khudolejev som Stone
- Ossip Runitj som Joe